# M/S Stena Scandica
M/S Stena Scandica, RoPax-fartyg som går på linjen Norvik (Nynäshamn) - Ventspils för Stena Line.
Tidigare gick fartyget mellan Belfast och Birkenhead för Stena Line under  namnet Stena Lagan. Fartyget tillhör den mycket långa serien av Ropax-fartyg från Visentini med mer än tjugo beställda fartyg.

## Ägare och namn
Fartyget levererades 2005 som M/S Chioggia till Levantina Trasporti i Bari i Italien och sattes i trafik som M/S Lagan Viking för Norfolkline mellan Belfast och Birkenhead. År 2010 övertog DFDS linjen och fartyget döptes om till M/S Lagan Seaways. Senare samma år övertogs linjen på nytt, nu av Stena Line. I juli 2011 döptes fartyget om till M/S Stena Lagan. Den 21 april 2021 döptes fartyget om till M/S Stena Scandica.

## Incident
Måndagen den 29 augusti 2022 evakuerades fartyget, som då befann sig utanför Gotska Sandön på väg till Ventspils, efter att en brand utbrutit i en kylcontainer på bildäck, och orsakat strömavbrott ombord. Vid tidpunkten för incidenten befann sig omkring 300 passagerare ombord. En räddningsinsats inleddes, och passagerare överfördes till M/S Visby. Evakueringen avbröts dock efter att en av fartygets motorer kommit igång igen och för egen maskin satte fartyget kurs mot Nynäshamn, med sällskap av en bogserbåt.